# アーサー準男爵

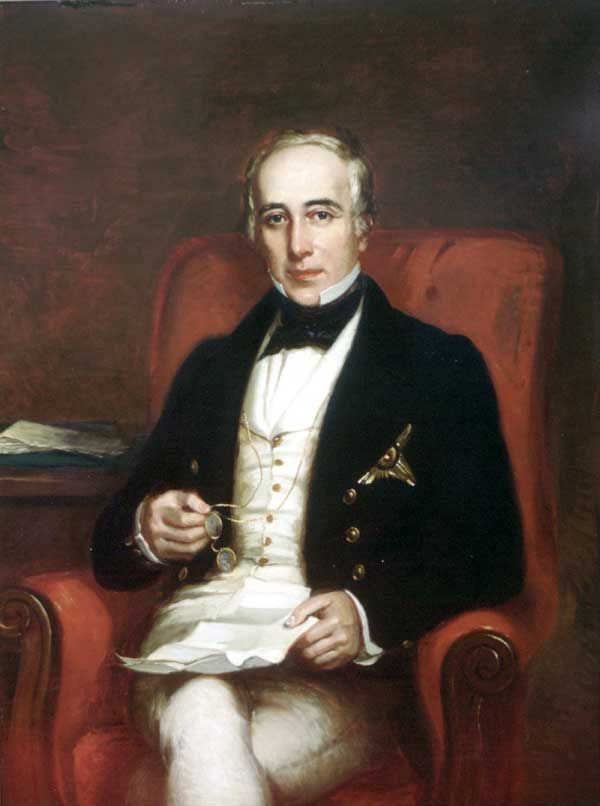
初代準男爵ジョージ・アーサー

アーサー準男爵（Arthur baronets）は、イギリスの準男爵位。アーサー姓の者が叙位された準男爵は2つあり、いずれも連合王国準男爵位である。

## アッパーカナダのアーサー準男爵 (1841年)
アッパーカナダのアーサー準男爵（Arthur Baronetcy, of Upper Canada）は、アッパーカナダ副総督を務めたジョージ・アーサーが1841年6月5日に連合王国準男爵として叙位されたのにはじまる。
- 初代準男爵サー・ジョージ・アーサー (1784–1854)
- 2代準男爵サー・フレデリック・レオポルド・アーサー（英語版） (1816–1878)
- 3代準男爵サー・ジョージ・コンプトン・アーチボルド・アーサー (1860–1946)
- 4代準男爵サー・ジョージ・マルコム・アーサー (1908–1949)
- 5代準男爵サー・バジル・マルコム・アーサー（英語版） (1928–1985)
- 6代準男爵サー・スティーブン・ジョン・アーサー (1953–2010)
- 7代準男爵サー・ベンジャミン・ネイサン・アーサー (1979-)

## カーラングのアーサー準男爵 (1903年)
グレナーサー男爵参照